# Мир Кавказа (фонд)
Фонд «Мир Кавказа» — региональный общественный фонд содействия развитию культуры. Первый президент Фонда — Галазов, Ахсарбек Хаджимурзаевич. Нынешний президент фонда ( с 2011 года) — Соскиев Владимир Борисович.

## История
Фонд «Мир Кавказа» учрежден в 2000 году деятелями российской культуры.
Фонд преследует следующие цели:
- восстановление разрушенных культурных связей между Россией и Кавказом
- пропаганда средствами культуры общности культурно-исторического наследия России и Кавказа
- профилактика этнических конфликтов и терроризма
- использования подлинной культуры как мощного инструмента для достижения межнационального согласия
- утверждения нравственных ценностей
- воспитания молодежи в духе интернационализма и гражданственности

## Учредители
- Белла Ахатовна Ахмадулина
- Андрей Георгиевич Битов
- Ахсарбек Хаджимурзаевич Галазов
- Армен Борисович Джигарханян
- Вероника Борисовна Дударова
- Рустам Мамед Ибрагим оглы Ибрагимбеков
- Фазиль Абдулович Искандер
- Владимир Борисович Соскиев